# Prusice (powiat złotoryjski)
Prusice (niem. Prausnitz) – wieś w Polsce położona w województwie dolnośląskim, w powiecie złotoryjskim, w gminie Złotoryja, na Pogórzu Kaczawskim w Sudetach.

## Podział administracyjny
W latach 1975–1998 miejscowość należała administracyjnie do województwa legnickiego.

## Demografia
Według Narodowego Spisu Powszechnego (III 2011 r.) liczyły 625 mieszkańców. Jest piątą co do wielkości miejscowością gminy Złotoryja.

## Park krajobrazowy
Wieś znajduje się w otulinie Parku Krajobrazowego Chełmy.

## Zabytki
Do wojewódzkiego rejestru zabytków wpisane są:
- kościół parafialny pw. św. Jadwigi, z XIII-XVI w.
- cmentarz przykościelny
- kościół ewangelicki, z przełomu XVIII/XIX w., nie istnieje